# Baiano (dança)
O baiano, também chamado por diversos nomes, como lundu baiano, baião ou chorado, é um ritmo de dança e canto originário da Bahia do século XVIII e popular em todo o Nordeste a partir do século XIX. O ritmo historicamente se utiliza muito dos seguintes instrumentos; viola sertaneja, rabeca, violão, cavaquinho, pandeiro, percussão, flauta doce, dentre outros instrumentos, além de sapateados e palmas. O ritmo é considerado o precursor do baião estilizado de Luiz Gonzaga e Humberto Teixeira.

## Etimologia
O lundu parece ter tido uma relevância significativa na Bahia, o que pode ser evidenciado por diversos relatos de autores dos séculos passados que identificavam esse estado como seu principal centro de disseminação. É provável que dessa relevância tenha surgido a designação "Baiano", adicionada ao nome original do ritmo. Assim, a expressão "lundu baiano", amplamente utilizada no século XIX para descrever uma variação específica do lundu, pode ter sido simplificada pelo uso popular, fixando-se apenas como "Baiano" . Esse nome segue um padrão comum de associar danças populares a regiões, como "habanera" (de Havana) ou "schottisch" (escocesa).
Na Paraíba, por exemplo, é comum que o ritmo seja chamado de "Baiano" ou "Baiana", com a percepção de que sua origem remonta à Bahia. Essa mesma associação é feita em outras regiões do Brasil; em Minas Gerais e São Paulo, o lundu também é considerado um ritmo vindo da Bahia. Cornélio Pires, ao documentar sua presença nesses estados, refere-se ao ritmo como "sapateado baiano", reforçando a conexão regional atribuída ao estilo. O baiano também era chamado de "baião".

## Origens e contexto
Acredita-se que o lundu baiano ou simplesmente baiano tenha surgido durante o século XVIII no contexto das comunidades de mestiços e afrodescendentes nas zonas rurais e sertanejas da Bahia, e disseminou-se pelo Nordeste brasileiro formando variantes, sendo um ritmo popular por toda região já no século XIX, bastante apreciado pelo povo sertanejo. Há exemplos de canções do baiano em registros históricos, como o primeiro lundu da Bahia (anônimo) e segundo lundu da Bahia (anônimo). 
O lundu baiano era também conhecido como baião, é o principal precursor do forró na sua base rítmica e instrumental, sendo o ritmo mais tocado nessa festividade e gênero musical até os dias atuais – o lundu baiano muitas vezes é referido como um forró de rabeca, por utilizar tradicionalmente a rabeca, ao invés do acordeão. Apesar do ritmo ser conhecido como baião desde o século XIX, só se transformou em um gênero musical a partir da década de 1940, foi estilizado, urbanizado e popularizado pelo cantor pernambucano Luiz Gonzaga e pelo compositor cearense Humberto Teixeira, visto que o ritmo também era muito popular nas cidades em que os artistas viveram.
A estrutura coreográfica e musical do baiano remete ao lundu, mas com características regionais marcantes, sendo um ritmo de caráter sertanejo, com o uso de versos de improviso (em forma de desafio ou enaltecimento) e sapateados rítmicos. Esse formato ainda é bastante presente no sertão baiano com um dos descendentes do baiano, denominado como "chula". Entretanto, não é o mesmo que a chula do recôncavo baiano, que se denomina "samba-chula", e apresenta grandes influencias do samba de roda, além de ser um ritmo acelerado. Também é diferente da chula gaúcha, que apresenta origem nas chulas portuguesas. Chula era um termo também genérico, para nomear descendentes do lundu, isso explica a coincidência entre o termo desses ritmos. Esse formato da chula no sertão baiano, muitas vezes é denominado como "samba", termo genérico para denominar bailes populares desde o século XIX, e recebe diversas nomelculturas, como samba pé de parede, samba roubado, e os praticantes são chamados de "sambadores", embora seja diferente de outros tipos de samba, como o samba de roda e samba carioca.
No passado, especialmente em contextos rurais e festivos, utilizavam-se também instrumentos como o chocalho, conhecido como "quissamba" em língua banto, para acompanhar o "Baiano". Em algumas ocasiões, eram adicionadas, flautas de bambu, sanfonas e tambores, enriquecendo ainda mais a musicalidade típica da dança. Esses instrumentos, comuns em celebrações e bailes rústicos, contribuíam para a forte conexão do "Baiano" com suas raízes negro-africanas e a mestiçagem cultural que o caracteriza. Luiz Gonzaga observa ainda que certos conjuntos utilizados no baião, como a rabeca, a sanfona e o triângulo, eram de origem portuguesa, contribuindo a conexão dos lundus do Brasil com as músicas de origem portuguesa.
O baiano, também é uma dança bastante presente nas representações do bumba meu boi, manifestação cultural popular do estado do Maranhão.